# دانشگاه آلکالا
دانشگاه آلکالا (به اسپانیایی: Universidad de Alcalá) دانشگاهی دولتی است که در الکالا د هنارس شهری در ۳۵کیلومتری شمال شرق مادرید در کشور اسپانیا که سومین شهر بزرگ این کشور است قرار دارد.